# 夏の嵐 (1971年のテレビドラマ)
『夏の嵐』（なつのあらし）は、1971年7月19日から8月27日にTBS「花王 愛の劇場」枠にて放送された昼ドラマである。

## キャスト
- 喜代子 - 長内美那子
- 荻島真一（のち荻島眞一）
- 梶三和子

## スタッフ
- 脚本 - 田代淳二